# مركز الصحة البيئية
مركز الصحة البيئية (CEH): هو مركز أمريكي هدفه غير ربحي، يعمل على حماية العائلة والاطفال من المواد الكيميائية الضاره التي تكون متواجده في الهواء، الماء، وكل ما هوا ضار على صحة الإنسان. رؤية المركز ورسالته «العالم حيث المجتمع، المعيشة، مكان العمل، التعليم، واللعب في بيئية صحية. يعمل المركز على حماية الاشخاص من أضرار المواد الكيميائية من خلال العمل مع المجتمعات، الشركات، والحكومة للمطالبة بممارسة أعمال صحية آمنه للانسان والعمل على دعمها». هذا المركز (CEH) مقره الرئيسي في اوكلاندا، كاليفورنيا، الولايات التمتحدة الامريكية، مرتبطة مع مكاتب الساحل الشرقي في العاصمة واشنطن، وكارولاينا الشمالية.

## الرصاص في منتجات الأطفال
في عام 1999، قام مركز الصحة البيئية برفع دعوى قضائية ضد شركات الادويه وتجاز التجزئة، بما في ذلك شركة (بريستول)، (جونسون)، (رايت ايد) وغيرها لبيع مساحيق الأطفال، حيث ادعت المجموعة انها تحتوي على مستويات مضرة من الرصاص.
لوحظ أن مسحوق الأطفال يحتوي على أكسيد الزنك الذي يمكن ان يحتوي على الرصاص، ويمكن ان تضر الأطفال إذا لامست جلدهم أو افواههم.
في نهاية المطاف، وافق العديد من المصنعين على تخفيض نسبة الحديد في المنتجات بنسبة كبيرة قد تصل إلى 80٪ للمنتجات التي تم تشخيصها انها تحتوي على أعلى نسبة من الرصاص.
في قضية مماثله، رفع المركز ومدعي عالم كاليفورنيا دعوى قضائية ضد صانعي (كاوبكتات) بسبب المحتوى العالي من الرصاص في منتجاتها، حيث وافقت الشركة على خفض نسبة الرصاص في منتجات الأطفال بنسبة 95٪ وبنسبة 80٪ في منتجات البالغين. 
في عام 2004، تم رفع دعوى قضائية على مصنعي ومنتجي الحلويات المكسيكيه.
في عام 2006، توصل المدعي العام في كاليفورنيا و مركز الصحة البيئية إلى تسويه قانونيه مع بعض الشركات، داعين الشركات إلى تخفيض نسبة الرصاص في منتجاهم.
في وقت لاحق من عام 2004، انضم مركز الصحة البيئيه إلى المدعي العام في دعوى قضائية ضد الشركات بما في ذلك مراكز التسوق المشهوره، مثل:(بوتيك كليرز)، (هوت توبيك)، وعلى المتاجر مثل:(تارجت)، (مايسي)، (نوردستورم)، التي باعت المجوهرات التي يتم تسويقها للأطفال والمراهقين والكبار تحتوي على نسب عالية من الرصاص.
في عام 2006، وافقت 71 شركة بما في ذلك (تارجت)،(مايسي)، (نوردستورم) وغيرها على تسويه قانونيه مع المدعي العان ومركز الصحة البيئيه، التي خلقت أول معايير ملزمه قانونياً في البلاد للرصاص في المجوهرات.
في عام 2007، قام مركز الصحة البيئيه بفحص دمية (جورج الفضولي)، وتم ايجاد نسبة عاليه من الرصاص فيها وفي العاب أخرى، مما أدى إلى رفع دعوى قضائية ضد شركة (مارفل) وشركات أخرى لبيع العاب تحتوي على الرصاص.
في ذلك الوقت لم يكت هناك قانون اتحادي يحد من الرصاص في منتجات الأطفال، بخلاف الطلاء على المنتجات.
في عام 2008، استفاد المركز من قانون (65) للمساعده في الفوز بقانون تحسين سلامة المنتجات الاستهلاكية الفيدرالي، لوضع معايير الفيدراليه الشامله للسلامه الرائده لمنتجات الأطفال.

## المحافط، الكولا، مثبطات اللهب والانكسار والغازات (2009_2015)
في عام 2009، قام المركز برفع دعوى قضائية بعد ان كشفت الاختبارات عن وجود مستويات عالية من الرصاص في المحافظ المباعة من قبل 16 بائع تجزئة.
في عام 2010، اختبرت المجموعه عينات من المخافظ التي تباع عند مائه بائع تجزئة، واتضح وجد نسب عالية من الرصاص.
في شهر يونيو من عام 2010، توصل المركز إلى تسويه قانونيه مع 40 شركه وافقت على التوقف عن بيع المواد التي تحتوي على الرصاص بما يتجاوز مستويات الأمان.
في عام 2012، كُتًبَ في صحيفة الاخبار العالميه، انه حتى بعد توقيع اتفاقيات قانوينه للوفاء بحدود الرصاص، استمرت بعض الشركات في بيع المحافظ التي تحتوي على الرصاص.
وقيل في التقرير ان مركز الصحة البيئيه اختبر 300 محفظة ووجد 43 منها تحتوي على الرصاص.
ذكرت صحيفة نيويورك تايمز وجود انخفاضا ثابتاً في نسبة الرصاص بشكل عام، لكن تم العثور على نسب من الرصاص في بعض الإكسسوارات التي يتم بيعها للمراهقين والشابات عند بعض تجاز التجزئة.
قبل أن شركات الكولا بما في ذلك (كوكاكولا)، و (بيبسيكو) تستخدم تلوين الكراميل للكولا الذي يحتوي على مادة MEI_4 الكيميائية المسرطنه.
تعهدت الشركات على استخدام الوان خاليه من تلك المادة.
أجرى مركز الصحة البيئيه اختبارا عام 2013، ووجد 10 منتجات بيبسي تم شراؤها خارج كاليفورنيا لا تزال تحتوي على مستويات عاليه من تلك المادة الكيميائيه، في حين احتوت 9 من عشر منتجات فحم على مستويات ضئيلة من مادة MEI_4.
في عام 2015، توصل المركز إلى تسويه قانوينه مع شركة بيبسي، تلزم الشركة بالحد من مستويات تلك المادة في منتجاتها المباعة في كاليفورنيا إلى ما لا يزيد عن 100 جزء لكل مليار.
أكدت شركة بيبسي في هذه التسوية انها كانت متوافقة مع لوائح كاليفورنيا طوال الوقت.
بعد ان ادرجت كاليفورنيا مادة TDCPP(كروميتامين ثنائي كلوروبروبيل الفوسفات) المثبطه للهب والمسببه للسرطان، أجرى مركز الصحة البيئيه اختبارا كانت نتيجته وجود 15 منتجا للأطفال والرضع يحتوي على مستويات عاليه من تلك المادة الكيميائيه أعلى من معايير السلامة.
في عام 2012، رفعت المجموعه دعوى قضائية ضد الشركات التي تبيع المنتجات.
وفي العام التالي، رفعت دعوى قضائية ضد شركات تبيع حصائر قيلوله للأطفال تحتوي على تلك المادة الكيميائيه.
في عام 2014، توصل المركز إلى تسويه قانونيه مع 14 شركة، داعياً الشركات إلى وقف مبيعات بعض المنتجات التي تحتوي على المادة الكيميائيه أو تقديم ملصقات تحذيريه.
كما ذعت إلى تصنيع منتجات مستقبليه خاليه من مادة TDPP ومثبطات اللهب الأخرى، كما شارك المركز في رعايه تشريع كاليفورنيا الذي يطلب من صناع الأثاث الكشف عما إذا كان الأثاث المباع يحتوي على مواد كيميائية مثبطه للهب.
تم توقيع القانون في سبتمبر عام 2014، بحلول شهر ديسمبر 2014 وقعت الشركات تعهد بالتوقف عن شراء الاثاث المعالج بمواد كيميائية مثبطه للهب، كما يقال ان الشركات والجهات الحكوميه التي وقعت على التعهد، تنفق 520 مليون دولار على الاثاث كل عام.
أجريت دراسه في شهر أكتوبر من عام 2014، شاركت فيها مديرة أبحاث مركز الصحة البيئيه (كارولين)، وجدت ان مستويات ثماني مواد كيميائية متطايره في عينات الهواء حول مواقع التكسير تجاوزت المباديء التوجيهية الفيدراليه لتلوث الهواء في بعض الظروف.
وجدت دراسة أخرى في شهر ديسمبر تعمل مؤلفتها (إلين) لصالح مركز الصحة البيئيه مشاكل محتمله في الصحة الانجابيه للنساء، والأطفال الذين يعيشون بالقرب من مواقع التكسير.
في منتصف السبعينيات، بدأ التخلص من الرصاص الموجود في بنزين السيارات، بسبب مخاطر التلوث بالرصاص، لكن معظم الطائرات الصغيره بما في ذلك الطائرات ذات المحركات المكبسيه مازالت تعمل بالوقود المرصص.
في ديسمبر عام 2014 توصل المركز إلى اتفاقيات قانونيه مع 26 من موفري الرصاص في كاليفورنيا، تطلب مننم عدن استخدام أو بيع البنزين الذي يحتوي على رصاص أكبر من 0، 56 جرام لكل لتر، وهو أقل بكثير من العديد من خلطات الوقود.
كما دعت التسوية الشركات إلى بيع البنزين الذي يحتوي على اقل تركيز للرصاص المعتمد لاستخدام الطيران، وطالبتها بنشر لافتات تحذيريه حول المطارات.

## السجائر الإلكترونية، إصلاح السياسات الكيميائيه (2015_2016)
في شهر شهر فبراير من عام 2015، أرسل مركز الصحة البيئيه إشعارات قانوينه إلى ما يقارب 40 شركة زعمت أنها تبيع سجائر إلكترونيه دون ملصقات تحذيريه، كما يقتضي قانون كاليفورنيا.
في شهر سبتمبر من نفس العام، اصدرت المجموعة تقريراً يوضح ان غالبية منتجات السجائر الإلكترونية الي تم فحصها يمكن ان تعرض المستخدمين لأحد المواد الكيميائية المسبيه للسرطان (الفورمالديهايد وأسيتالديهيد.).
أجري اختبارا على أحد السجائر الإلكترونية ووجد ان مستوى الفورمالديهايد كان أعلى بأكثر نن 470 درجة من معيار السلامة في كاليفورنيا.
تم إنتاج منتجات التبخير، التي تم اختبارها من قبل شركات التبغ الرائده، وتم شراؤها من تجار التجزئة الرئيسين وغيرها من منافذ البيع بين فبراير ويوليو عام 2015.
ما يقارب 90٪ من الشركات التي تم اختبار منتجاتها، تم تشخيص 21 من اصل 24 شركه لديها منتج أو أكثر انتج كميات خطره من المواد الكيميائية، حيث وجد نسب عاليه من المواد الكيميائية حتى في بعض أنواع السجائر الإلكترونية الخاليه من النيكوتين.
أصدر المركز إجراءات قانونية ضد أكثر من 60 شركة فشلت في تحذير المستهلكين من التعرض للنيكوتين أو الفورمالديهايد وأسيتالديهيد من السجائر الإلكترونية.
في إحدى التسويات القانوينه مع مركز الصحة البيئيه، وافقت شركة السجائر الإلكترونية على قيود ملزمه قانونيا على المبيعات والتسويق وحظر استخدام المطالبات الصحيه غير المؤكدة في تسويقها.
عمل مركز الصحة البيئيه منذ فترة طويله من اجل قواعد فدراليه لحماية الأطفال والأسر من المواد الكيميائية الضاره.
في شهر مارس عام 2015، بينما كان الكونجرس يطور قواعد اتحاديه جديده لتنظيم المواد الكيميائية السامه، قام المركز والمجموعات الصحيه والبيئيه بانتقاد المشروع المقترح لعدم بلوغه ما هو مطلوب لحماية الشعب من المواد الكيميائية الخطره.
في مقال رأي، ذكر (مايكل غرين) من مركز الصحة البيئيه بالاشتراك مع الكاتب (كريستوم غافيغان) ات مشروع القانون الذي اشترك في تأليفه عضو مجلس الشيوخ (توم اودال) سوف يتراجع عن مئات قوانين الولاية واستبدالها بقواعد فدراليه أضعف، يمكن ان تعرض الأمريكيين للخطر من السموم في الهواء والماء والطعان والمتتجان اليومية لسنوات قادمه.
بعد أن وقع الرئيس أوباما على مشروع القانون في شهر يونيو عام 2016، انتقدت (انسجي ميلر) الجدول الزمني (البطيء بشكل لا يصدق) لتقييم المواد الكيميائية الضاره، لكنه لاحظ أن القانون يسمح للولايات بالاستمرا في بعض التنظيمات الكيميائية بمَجب قانون كاليفورنيا المقترح (65).
في شهر مارس عام 2016، اقترخ المنظمون في كاليفورنيا استثناء من قانون الاقتراح 65 للاطعمه المعلبة التي يمكن ان تعرض المستهلكين للماده الكيميائية السامه BPA (ثنائي الفينول أ).
```
وقد زعمت الدولة أن ملصقات التحذير على العلب من الممكن أن تربك المستهلكين وتتسبب في جعل الفقراء يأكلون عدداً أقل من الفواكه والخضراوات، لكن مركز الصحة البيئيه ومجموعات أخرى عارضو الاقتراح وحذرو باسم المركز من ان الاقتراح سيجعل الامور أسوأ بالنسبة للفقراء لانهم سيحرمون من الحق في معرفة ما يوجد في طعامهم.
```

عندما تقدم الاقتراح، اشارت (كارولين) من مركز الصحة البيئيه إلى أن الاستثناء من قانون 65 يمكن ان يضعف القانون في المستقبل.
عندما اقتركت الدولة تمديد الاستثناء قال (ميشيل غرين) من مركز الصحة البيئيه بالمشاركة مع الملؤف (سام موغانام) "حان الوقت لكي ينضم المستهلكون إلى دعاة الصحة وإلى الشركات المسؤولة للمطالبة بعدم المضي بهذه السياسة الغير مسبوقه وغير مسؤوله.

## بداية العمل
اسس هذا المركز (CEH) في عامة 1996 من قبل Michael Green ، الذي عمل سابقاً في وزارة الطاقة الأمريكية. ترفع المركز دعاوي قضائية بموجب قانون ولاية كاليفورنيا، قانون مياه الشرب الآمنه والتطبيق السام لعام 1986، والذي تم إصداره على انه اقتراح اقتراع للمواطنيين وغالباً ما يشار إليه بأسم قانون "prop 65" للدوله . "Prop 65" يطلب اقتراح من الشركات على تقديم تحذيرات عندما تعرض منتجاتها على سكان كالفيورنيا، التي تحتوي على ماده أو مواد كيميائية معرف عنها انها تسبب السرطان ومشكال صحية إنجابية خطيرة.
في أحد حالاتها المبكرة، اختبر المركز (CEH) ستت عشر شركة تعمل على فلترة المياه المنزلية ووجدت ستت منها كانت تسسب تسرب في المياه المفلترة، فوق حدود قاون السلامة في كاليفورنيا. اقدم المركز (CEH) بنص قانون "prop 65" دعاوي ضد الشركات الست، وقامت شركة واحده على سحب نموذج واحد وسحب المنتج من السوق واستراداده من العملاء الذين قامو بشراء المنتج من الشركات الست.
اعتباراً من عام 2000، نظم المركز (CEH) من قبل المدعي العالم في كاليفورنيا، دعاوي ضد 34 شركة صنع معدات ملعب، وطاولات نزهة من الخشب المعالج بمواد حافظة الزرنيخ. حتى عام 2003، تم معالجة معظم الاخشاب المباعه في الولايات المتحدة المستخدمة للواجهات الخارجية المكونة من الزرينخ النحاسي الكرومي (CCA)، وهوا مادة حافظة تعتمد على الزرينخ. بحلول أواخر عام 2001، وافقت ثلاث شركات تصنيع وطنية لمجموعات اللعب في الفناء الهلفي للاطفال على تسوية قانونية مع المركز (CEH) تدعوهم الي التوقف عن استخدام الزرينخ في الخشب المعالج عن طريق الضغط لمدة شلاث أشهر. بحلول عام 2003، وافقت جميع الشركات على التوقف عن بيع الاخشاب المعالجة بالزرينخ في كاليفورنيا وعلى الصعيد الوطني.
بالإضافة إلى العمل القانوني، شارك المركز (CEH) في وقت مبكر بدعم الجماعات التي تقاتل من أجل العدالة البيئية، في الفترة 1999-2001، تعاون المركز (CEH) مع مجموعات مجتمع العدالة البيئية المحلية التي تعمل على إغلاق محروقة النفايات الطبية للانظمة البيئية المتكاملة في شرق أوكلاند. (IES) اعتبرت المرمد لقضية العدالة البيئية، لانه احراق النفايات في كاليفورنيا وأطلاق المواد الثانوية السامة من عملية الاحتراق بشكل اساسي وتؤثر على المجتمع الأمريكي الأفريقي واللاتيني. تم أغلاق محرقة (IES) في ديسمبر 2001، وهي اخر محرقة نفايات طبية تعمل في كاليفورنيا.

## الجوائز والتقادير
في عام 2007، منح "Michael Green"الزئيس التنفيذي للمركز (CEH) جائزة التراحم في العمل من خلال مشروع السلام المفقود، وهوا مشروع مشترك بين اللجنة المائة للتبت، ومؤسسة the Dalai Lama Foundation . وفي عام 2010، تم منح المركز “ Green champion “ من قبل the San Francisco Business Times.